# Anton von Täuffenbach
Anton Ritter von Täuffenbach (* 17. August 1817 in München; † 25. Februar 1880 ebenda) war ein bayerischer Generalleutnant.

## Leben

### Herkunft
Anton entstammte der österreichischen Familie Taeuffenbach, die am 31. Juli 1790 in den Reichsvikariatsritterstand mit „Edle von“ erhoben wurde. Er war ein Sohn des bayerischen Oberaufschlaginspektors Ludwig Ritter und Edler von Taeuffenbach (1772–1835) und dessen Ehefrau Elisabeth, geborene Loeser (1784–1844).

### Militärkarriere
Täuffenbach trat nach dem Besuch des Münchner Kadettenhauses am 14. August 1835 als Junker in das 2. Infanterie Regiment „Kronprinz“ der Bayerischen Armee ein. Bis Ende Dezember 1849 avancierte er zum Hauptmann und Kompaniechef. Unter Beförderung zum Major erfolgte am 11. Dezember 1861 seine Versetzung in den Stab des 14. Infanterie-Regiments „Zandt“. Mit dem Regiment nahm er 1866 am Krieg gegen Preußen teil und erhielt für sein Verhalten vor dem Feinde am 9. September 1866 eine Belobigung sowie das Ritterkreuz I. Klasse des Militärverdienstordens. Bereits am 17. August 1866 war Täuffenbach unter Beförderung zum Oberstleutnant als Kommandeur in das 8. Jäger-Bataillon nach Straubing versetzt worden. Am 14. April 1867 wurde er Oberst und Kommandeur des Infanterie-Leib-Regiments in München. Täuffenbach führte sein Regiment während des Krieges gegen Frankreich 1870/71 bei Wörth, Sedan, Artenay, Loigny und Poupry sowie Beaugency. Er wurde drei Mal belobigt und mit beiden Klassen des Eisernen Kreuzes ausgezeichnet.
Nach dem Vorfrieden von Versailles erfolgte am 27. März 1871 seine Ernennung zum Kommandeur der 3. Infanterie-Brigade und am 16. Februar 1872 die Beförderung zum Generalmajor. Vom 24. April 1873 bis zum 7. Juli 1875 hatte Täuffenbach das Kommando über die 1. Infanterie-Brigade. Anschließend avancierte er zum Generalleutnant und Kommandeur der 1. Division. In dieser Eigenschaft erhielt Täuffenbach am 29. Dezember 1877 das Komturkreuz des Verdienstordens vom Heiligen Michael. Unter Anerkennung seiner „vieljährigen, mit Treue und Hingebung geleisteten Dienste“ wurde er am 24. Juli 1878 mit Wirkung zum 14. August 1878 in Genehmigung seines Abschiedsgesuches mit Pension zur Disposition gestellt.
Er wurde nach seinem Tod auf dem Alten Südfriedhof in München beerdigt.

### Familie
Täuffenbach hatte sich am 15. Mai 1847 in München mit Luise Biondino (1828–1898) verheiratet. Aus der Ehe gingen zwei Töchter hervor. Maria (* 1848) heiratete 1873 den preußischen Hauptmann der Artillerie Friedrich Müller († 1873) und Sophie (* 1851) ehelichte 1877 Moritz Graf von Bothmer († 1895).